# Тарапунський заказник
Тарапу́нський зака́зник — ентомологічний заказник місцевого значення в Україні. Об'єкт розташований на території Черкаського району Черкаської області, біля хутора Червона Діброва (тепер південно-західна частина міста Кам'янка). 
Площа 5 га. Статус надано згідно з рішенням облвиконкому від 14.04.1983 року № 205. Перебуває у віданні ДП «Кам'янське лісове господарство». 
Є місцем поселення комах-ентомофагів.

## Галерея

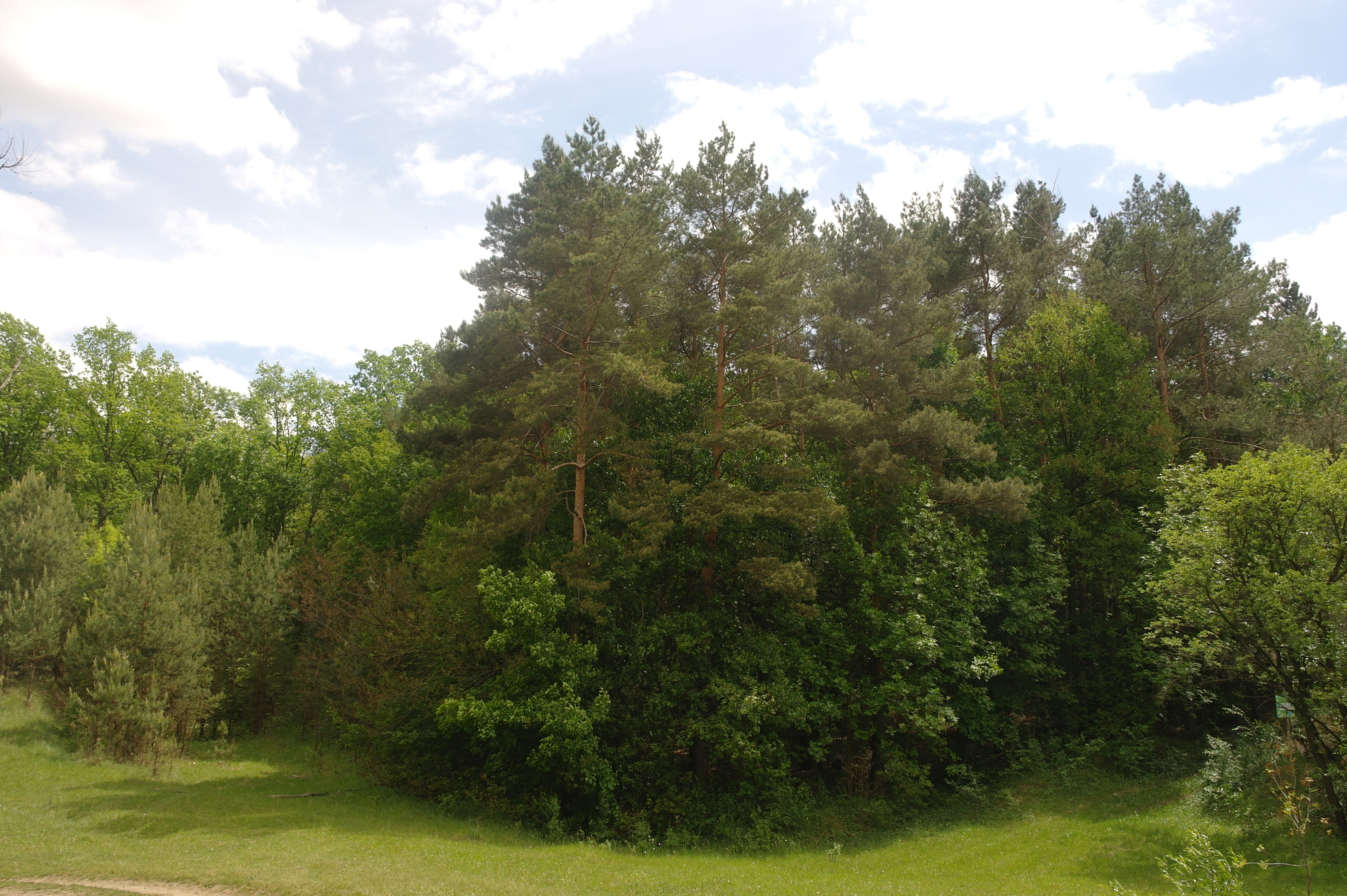
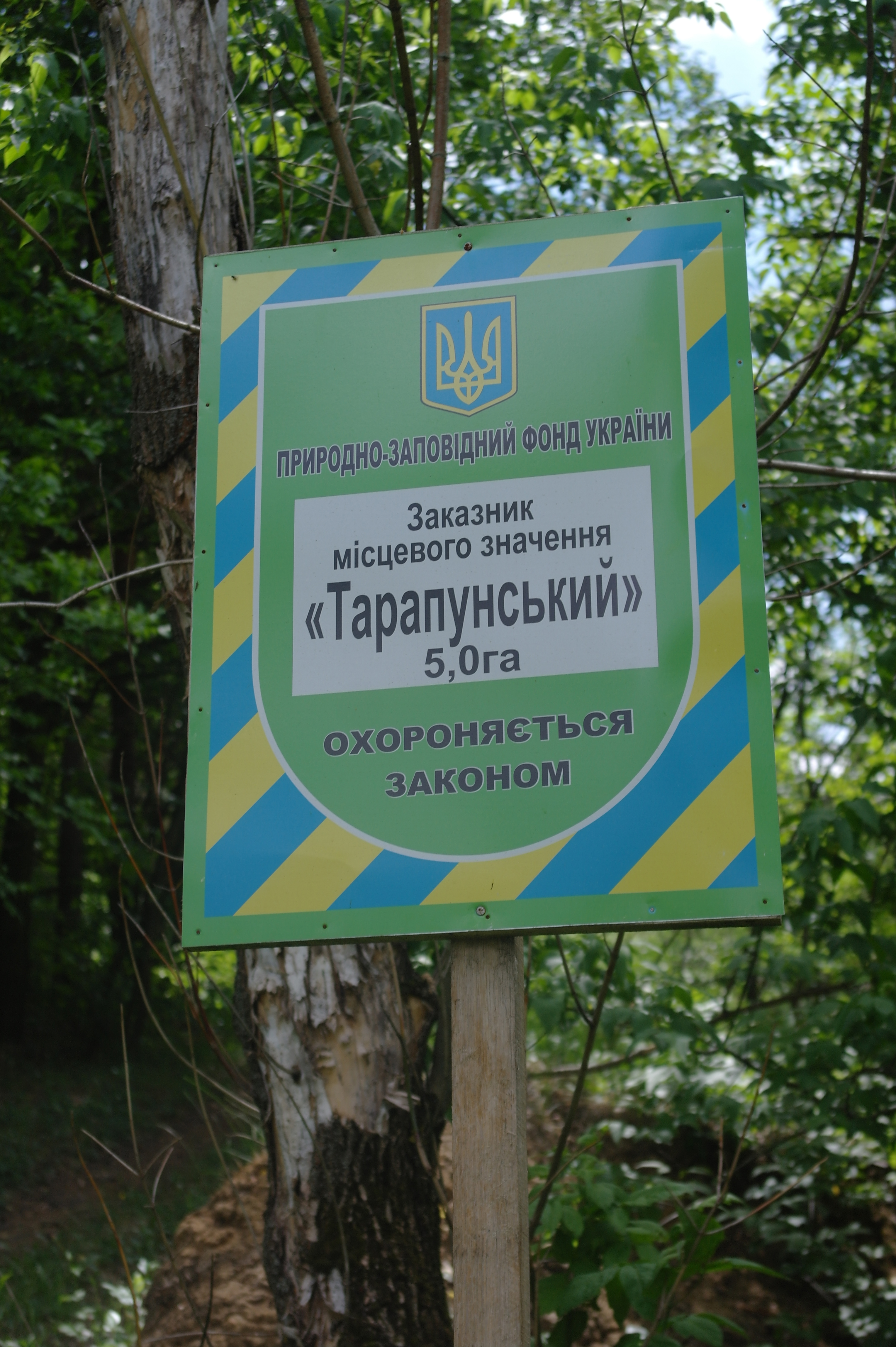